# Čertovy hrady
Čertovy hrady jsou přírodní památka západně od města Dvůr Králové nad Labem v okrese Trutnov. Důvodem ochrany je souvislé balvaniště cenomanských pískovců.